# Helmut Kahlert
Helmut Kahlert (* 7. Juni 1927 in Kleinheubach; † 25. Januar 2009 in Furtwangen) war ein deutscher Sozialwissenschaftler und Uhrenhistoriker.

## Leben
Nach der Rückkehr aus dem Kriegsdienst als Flakhelfer und anschließender Kriegsgefangenschaft, begann er im Jahre 1948 mit dem Studium der Sozialwissenschaften, das er 1953 mit der Promotion in Bildungsökonomie und Sozialgeschichte abschloss. Danach arbeitete er in der Industrie und ab 1959 als Professor für Deutsch und Staatsbürgerkunde an der Ingenieurschule in Furtwangen. Dort erhielt er 1961 in dem Uhrmacher Richard Mühe, dem späteren Leiter des Deutschen Uhrenmuseums, einen Kollegen, der bei ihm das Interesse an Uhren weckte und mit dem er zahlreiche Artikel und Bücher zur Uhrengeschichte verfasste. Kahlert war zudem Berater am Deutschen Uhrenmuseum. Am 25. Januar 2009 erlag er im Alter von 81 Jahren den Folgen eines Herzinfarkts.

## Ehrungen
Von der Hochschule Furtwangen erhielt er für seine Leistungen 2006 die Robert-Gerwig-Medaille. Außerdem wurde er als mehrfacher SPD-Stadtrat für sein Engagement in der Kommunalpolitik Furtwangens 1990 mit der Bürgermedaille geehrt.

## Veröffentlichungen (Auswahl)
- Die frühen Jahre der Armbanduhr. In: Alte Uhren. Heft 1, 1981, S. 27–35.
- Armbanduhren: 100 Jahre Entwicklungsgeschichte. Callwey, München 1983; 5. Auflage ebenda 1996, ISBN 3-7667-1241-1 (mit Richard Mühe und Gisbert L. Brunner)
- Zeitmesser mit Charme. Mechanische Damen-Armbanduhren. In: Weltkunst. Heft 23, 1989, S. 3869–3875.
- Von der Taschenuhr zur Armbanduhr. Ein Rückblick. In: Uhren Magazin. Heft 5, 1990, S. 68–78.
- Der Schwung, der die Uhr verändert. In: Uhren Magazin. Heft 4, 1991, S. 101–112.
- Wecker/Deutsches Uhrenmuseum Furtwangen. Callwey, München 1991, ISBN 3-7667-1000-1 (mit Richard Mühe, Beatrice Techen)
- Bruno Hillmann (1869–1928). In: Uhren. Journal für Sammler klassischer Zeitmesser. Heft 6, 1992, S. 49 f.
- Als die Uhr zum Band fand. In: Uhren Magazin. Heft 3, 1992, S. 114–120.
- Sammelgebiet mit Zukunft? Damenarmbanduhren. In: Sammler Journal. Heft 3, 1992, S. 366–370.
- Wie der Wecker ans Handgelenk kam. In: Uhren Magazin. Heft 3, 1993, S. 104–111.
- Die rote 12. Armbanduhren zwischen 1910 und 1930. In: Trödler & Magazin Sammeln. Heft 1, 1994, S. 16–19.
- mit Richard Mühe: Was die Armbanduhr der Taschenuhr verdankt. In: Uhren Magazin. Heft 5, 1994, S. 92–100.
- Automatische Armbanduhren. In: Trödler & Magazin Sammeln. Heft 5, 1995, S. 32–37.
- Warum Email so edel ist (Damenarmbanduhren). In: Uhren Magazin. Heft 1–2, 1995, S. 84–91.
- 300 Jahre Schwarzwälder Uhrenindustrie. Katz, Gernsbach 2007, ISBN 3-938047-15-1
- „Dem Uhrenfreund zuliebe“. Verstreute Beiträge zur Geschichte der Uhr. Hrsg. von Johannes Graf (= Furtwanger Beiträge zur Uhrengeschichte, N.F., Bd. 4). Deutsches Uhrenmuseum, Furtwangen 2012, ISBN 3-922673-31-7.